# 神代村 (岡山県後月郡)
神代村（こうじろむら）は、岡山県後月郡にあった村。現在の井原市神代町にあたる。

## 地理
小田川の左岸に位置していた。

## 歴史
- 江戸時代、毛利氏の支配を経て幕府領となる[2]。元和年間、松山藩領・旗本小堀氏の相給となる[2]。同藩領分は藩主変遷を経て、文政10年（1827年）一橋家領となる[2]。
- 1889年（明治22年）6月1日、町村制の施行により、後月郡神代村が単独で村制施行し、神代村が発足[1][2]。大字は編成せず[2]。東江原村と組合村を形成した[2]。
- 1900年（明治33年）4月1日、後月郡東江原村と合併し荏原村を新設して廃止された[1][2]。合併後、荏原村大字神代となる[2]。

## 産業
- 農業[2]